# Spandauer Yacht-Club

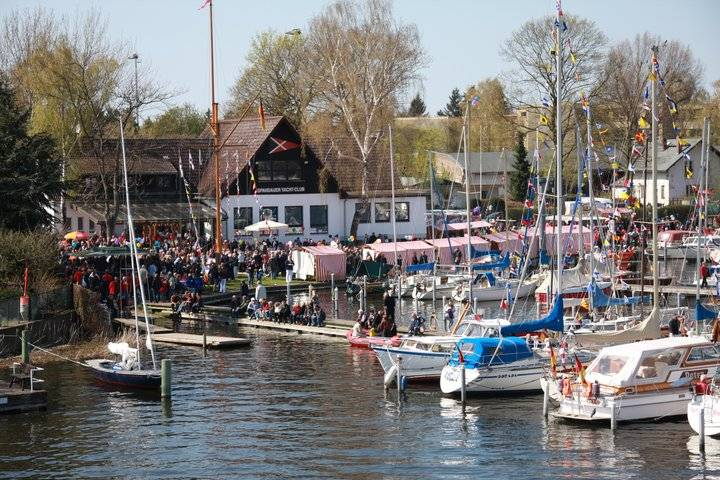
Ansegelfeier 17. April 2010

Der Spandauer Yacht-Club (SpYC) ist ein Berliner Segelclub an der Scharfen Lanke der Unterhavel im Bezirk Spandau. Der Spandauer Yacht-Club ist Gründungsmitglied des Deutschen Segler-Verband und des Sailing Team Germany sowie Mitglied im Berliner Segler-Verband und Deutschen Challenger Yacht Club.

## Geschichte
Der Spandauer Yacht-Club wurde am 2. August 1885 als Segler-Club „Tegel-See“ auf dem Valentinswerder im Tegeler See gegründet. Bereits drei Jahre nach der Gründung war er Gründungsmitglied des Deutschen Segler-Verbandes. Um der Gefahr, durch den Brückenbau in Spandau von der Havel abgeschnitten zu werden, zu entgehen, wurde am 7. Oktober 1913 das heutige Vereinsgrundstück an der Scharfen Lanke in Wilhelmstadt erworben und der Verein zog vom Tegeler-See an die Unterhavel, wo er unter neuem Namen bis heute zu Hause ist. Nach einem Zusammenschluss mit dem "Märkischen Yacht-Club" am 9. Juni 1938, wurde der Vereinsname in den bis heute gültigen Namen Spandauer Yacht-Club geändert.
In der Geschichte des Spandauer Yacht-Clubs wurden zahlreiche Erfolge errungen. Bereits 1938 gewann Jochen Weise, Goldmedaillengewinner 1936, mit W. von Hütschler die Weltmeisterschaft im Starboot vor San Diego.
Der zur Anerkennung besonderer Leistungen an herausragende Segler vergebene Schlimbach-Preis wurde an zwei Mitglieder des Spandauer Yacht-Clubs vergeben. 1973 erhielt Götz Jacky Schreiber den Schlimbach-Preis für die Umrundung Kap Hoorns als erster deutscher Segler. Zehn Jahre später erhielt Harm-Hinrich Rotermund 1983 den Schlimbach-Preis für seine Umrundung Südamerikas durch die Magellan-Straße.
Immer wieder haben Mitglieder des Spandauer Yacht-Clubs an Olympischen Spielen teilgenommen. Die erste Olympiateilnahme erfolgte bereits 1936 von Jochen Weise. 1988 und 1996 hat die zweifache Weltmeisterin im 470er, Susanne Bauckholt, an den Olympischen Spielen teilgenommen. Die letzten Olympiateilnahmen erfolgten 2004 von Lucas Zellmer und 2008 von Vivien Kussatz.
Der Spandauer Yacht-Club ist einer der größeren Berliner Segelvereine und hat derzeit rund 350 Mitglieder. Er richtet jährlich mehrere Berliner Regatten aus, darunter bereits mehrfach Deutsche und Berliner Meisterschaften.